# José Mercado
José Mercado Escareño (29 de maio de 1938 — 8 de dezembro de 2013) é um ciclista olímpico mexicano. Representou sua nação em duas edições dos Jogos Olímpicos: Tóquio 1964 e Cidade do México 1968.